# USS LST-931
O USS LST-931 foi um navio de guerra norte-americano da classe LST que operou durante a Segunda Guerra Mundial.